# 파블로 오즈나
파블로 호세 오즈나(Pablo José Ozuna, 1974년 8월 25일 ~ )는 은퇴한 도미니카 공화국의 프로 야구 선수이다. 메이저 리그 베이스볼에서는 유틸리티 플레이어였다. 플로리다 말린스, 콜로라도 로키스, 시카고 화이트삭스, 로스앤젤레스 다저스 등지에서 뛰었다.